# 鄭仁表
鄭仁表（？—？），字休範，唐朝官員。
鄭洎次子，兄鄭仁規，官中書舍人。鄭仁表擢第後，跟從杜審權、趙騭擔任華州、河中掌書記，入京後任起居郎。鄭仁表雖有才華，但恃才傲物，自謂“天瑞有五色雲，人瑞有鄭仁表。”
《两唐书》及计有功《唐诗纪事》记载劉鄴年輕時曾把文章送給鄭洎，遭鄭仁表兄弟嗤鄙。咸通末年，劉鄴擔任宰相，鄭仁表貶死嶺南。但刘邺咸通十四年（873年）已经罢相，而次年（874年）及乾符六年（879年）末郑仁表分别作《孔纾墓志》和其姑的《李珪妻郑氏墓志》时仍自称“镇海军节度掌书记、将仕郎、殿中侍御史内供奉、赐绯鱼袋”。史书记载或误。